# 1502
El 1502 (MDII) fou un any comú començat en dissabte segons el calendari gregorià. Pertany a l'edat moderna

## Esdeveniments
- 1 de gener - el Brasil: Amerigo Vespucci descobreix la badia que després s'anomenarà de Rio de Janeiro.
- Defensa catalana de Salses, atacada pels francesos.[1]
- 14 de febrer - Regne de Castella i Corona d'Aragó: els Reis Catòlics hi promulguen una pràgmàtica segons la qual tots els musulmans s'han de batejar i han d'adoptar la fe cristiana, sota pena d'expulsió.
- 18 de setembre - Puerto Limón (Costa Rica): Cristòfol Colom, en el seu quart viatge a Amèrica, arriba on avui hi ha aquesta ciutat.
- Publicació del Vocabolari molt profitos per apendre Lo Catalan Alamany y lo Alamany Catalan
- L'Afganistan cau sota l'Imperi safàvida
- Meñli I Giray, de Crimea, controla part del territori de l'Horda d'Or
- Descobriment europeu de les Illes Geòrgia del Sud i Sandwich del Sud
- Creació de La llebre per part d'Albrecht Dürer[2]
- Aparició de La Celestina amb els 21 actes (anteriorment se n'havia publicat una versió reduïda)
- Divulgació del Planisferi de Cantino
- Arriben els primers esclaus africans a Amèrica
- Batalla de Seminara (1502) dins la guerra de Nàpols
- Invent del rellotge de butxaca
- Moctezuma II esdevé emperador dels asteques[3]
- Tractat de la Pau Perpètua entre Anglaterra i Escòcia, primer pas cap a la unió dels dos països[4]

## Naixements
- Borriana: Rafael Martí de Viciana, historiador i cronista valencià més conegut del segle xvi, juntament amb Pere Antoni Beuter. (m. 1574)
- 7 de gener - Bolonya (l'Emília, l'Emília-Romanya, Itàlia): Ugo Buoncompagni, que regnà com a papa amb el nom de Gregori XIII (m. 1585).
- Gonzalo Pizarro, conquistador
- Pedro Nunes matemàtic portuguès

## Necrològiques
- Peter Schoeffer, impressor
- Francesco Laurana, escultor
- Francisco de Bobadilla, cavaller